# Arrondissement di Pau
L'arrondissement di Pau è una suddivisione amministrativa francese, situata nel dipartimento dei Pirenei Atlantici e la regione dell'Aquitania.

## Composizione
L'arrondissement di Pau comprende 261 comuni in 21 cantoni:
- cantone di Arthez-de-Béarn
- cantone di Arzacq-Arraziguet
- cantone di Billère
- cantone di Garlin
- cantone di Jurançon
- cantone di Lagor
- cantone di Lembeye
- cantone di Lescar
- cantone di Montaner
- cantone di Morlaàs
- cantone di Nay-Est
- cantone di Nay-Ovest
- cantone di Orthez
- cantone di Pau-Centre
- cantone di Pau-Est
- cantone di Pau-Nord
- cantone di Pau-Ovest
- cantone di Pau-Sud
- cantone di Pontacq
- cantone di Salies-de-Béarn
- cantone di Thèze